# جيمس ارين
جيمس ارين (بالإنجليزية: James Warren)‏ هو ممثل أمريكي، ولد في 24 فبراير 1913 في الولايات المتحدة، وتوفي بنفس المكان في 28 مارس 2001.

## وصلات خارجية
- جيمس ارين على موقع IMDb (الإنجليزية)
- جيمس ارين على موقع قاعدة بيانات الفيلم (الإنجليزية)